# 关渭贞
关渭贞（1964年6月3日—），广东广州人，祖籍开平，中国前女子羽毛球运动员，曾任广州市体育局副局长。
关渭贞1974年开始接受专业训练，1983年进入中国国家羽毛球队，专攻双打。她曾与田秉毅合作获得1982年全英羽毛球公开赛混合双打第三名，与吴健秋合作获得1985年全英赛女双亚军。
1986年开始，关渭贞同林瑛组成搭档，两次夺得世界羽毛球锦标赛女双冠军，并协助中国队在1986、88、90年三次夺得尤伯杯。林瑛退役后，关渭贞又同农群华合作，获得了1991年世锦赛冠军和巴塞罗那奥运会女双亚军。
退役后，关渭贞进入暨南大学新闻系学习。1998年起，出任广州市羽毛球协会主席、广州市羽毛球管理中心主任至今。2001年8月起担任广州市体育局副局长。